# Leptoppia benyovszkyi
Leptoppia benyovszkyi är en kvalsterart som beskrevs av Sandór Mahunka 1996. Leptoppia benyovszkyi ingår i släktet Leptoppia och familjen Oppiidae. Inga underarter finns listade i Catalogue of Life.